# Undivine
Undivine är ett band från Gävle som spelar melodisk black metal med spår av death metal.

## Biografi
Bandet startades i början av 2005 av Eki Kumpulainen (Mortellez, In Aeternum), Kristofer Nilsson (ex-Machine, Mortellez, Withered Beauty) och Robert Fältström (Mortellez, ex-In Aeternum). Bandet hette till en början Svartalv. Kristoffer spelade under denna tid med ett annat Gävleband med namnet Withered Beauty och därifrån kom trummisen Jonas Lindström (Isole, Withered Beauty). Bandet hade denna sättning med Eki och Kristofer som vokalister tills Tommy Holmer (Rimthurs, Necrocide, Planet Rain, Zweihander) provsjöng och blev ordinarie sångare.
Efter ett par månader av repningar gick bandet in i MHM Studios under fyra dagar i februari 2006 och spelade in en demon Behind Thy Eyes. Bandet bytte nu också namn från Svartalv till Undivine. Demoskivan fick bra kritik runt om i världen och ett av Sveriges största hårdrocksmagasin Close-Up Magazine utnämnde bandet "bästa icke signade band".
Efter det kontaktade det nybildade Svenska skivbolaget Demonical Records Undivine och man kom överens om att ge ut Behind Thy Eyes i en limiterad utgåva av 150 st handnumrerade exemplar med lyxförpackning (cd-vinyl look).
20 juni 2008 släpptes bandets fullängdsdebut A Deceitful Calm på Aural offerings records. Skivan distribuerades via Twilight Vertrieb GmbH. Betygsmässigt har den fått över medel. Oftast 8/10 i omdömen i olika fanzines runt om i världen.
2009 släpptes den hyllade skivan Into Dust av skivbolaget Northern Silence Productions!

## Medlemmar
Senaste medlemmar
- Tommy Holmer – sång (2005–2012)
- Jonas Lindström – trummor (2005–2012)
- Eki Kumpulainen – sologitarr (2005–2012)
- Kristofer Elemyr – rytmgitarr (2005–2007), bakgrundssång (2005–2012), basgitarr (2007–2012)
- Sami Mäki – gitarr (2008–2012)

Tidigare medlemmar
- Robert Fältström – basgitarr (2005–2007)

## Diskografi
Demo
- 2006 – Behind Thy Eyes
- 2007 – Promo

Studioalbum
- 2008 – A Deceitful Calm
- 2009 – Into Dust